# 圆腺獐牙菜
圆腺獐牙菜（学名：Swertia rotundiglandula）为龙胆科獐牙菜属下的一个种。

## 扩展阅读
- 維基物種上的相關：圆腺獐牙菜